# Одаленго Пиколо
Одалѐнго Пико̀ло (на италиански: Odalengo Piccolo; на пиемонтски: Audalengh Cit, Аудаленг Чит) е село и община в Северна Италия, провинция Алесандрия, регион Пиемонт. Разположено е на 289 m надморска височина. Населението на общината е 267 души (към 2010 г.).